# Victory (película)
Escape to Victory o Victory (Evasión o victoria en España o Escape a la victoria en Hispanoamérica) es una película estadounidense de 1981 de drama bélico, dirigida por John Huston y protagonizada por Michael Caine, Sylvester Stallone y Max von Sydow, acompañados de estrellas del fútbol como Pelé, Osvaldo Ardiles, Bobby Moore, Paul van Himst y Kazimierz Deyna, entre otros.
Trata sobre un grupo de prisioneros aliados en un campo de prisioneros de guerra nazi (no confundir con campo de concentración) durante la Segunda Guerra Mundial.

## Basada en un hecho real
La película está inspirada en un hecho real llamado «el Partido de la Muerte». El 9 de agosto de 1942, el FC Start, un equipo de exjugadores del FC Dinamo de Kiev (en gran parte), se enfrentó al más potente equipo alemán en la época en que la Ucrania soviética estaba ocupada por el III Reich. Los jugadores del FC Start, a pesar de ser advertidos de que, en caso de vencer, serían ejecutados, ganaron y humillaron a los alemanes para el delirio colectivo. Una semana después, el 16 de agosto, el FC Start venció nuevamente a Rukh. Muchos de los jugadores soviéticos fueron arrestados, torturados y llevados a campos de concentración, donde posteriormente murieron varios de ellos.

## Argumento
A pesar de estar inspirada en este hecho real, la película varía un poco con respecto a la historia original de 1943. El film está ambientado en el campo de prisioneros de Gensdorff. El oficial alemán Von Steiner (Max von Sydow) visita el campo y ve a unos prisioneros jugar al fútbol y, al recordar que había sido jugador antes de la guerra, se le ocurre organizar un encuentro entre una selección de futbolistas alemanes y los prisioneros. En estos últimos se encuentran John Colby (Michael Caine), Robert Hatch (Sylvester Stallone), Luis Fernández (Pelé), Terry Brady (Bobby Moore) y Carlos Rey (Osvaldo Ardiles), entre otros.
Hatch demuestra no ser bueno jugando al fútbol, no sabe regatear ni patear, de hecho juega demasiado violento, por lo tanto, al principio, el capitán y entrenador John Colby lo rechaza como jugador para el partido frente a los alemanes. Hatch, de todos modos, está preparando una fuga hace mucho tiempo, consigue papeles falsos y tiene todo planeado. Debido a que se disputará el encuentro, los jugadores aliados convocados para el partido son aislados en un edificio apartado, y aumenta la cantidad de guardias para poder vigilarlos a todos. Este mayor control desbarata el plan de Hatch, por lo que se enoja y decide entrar por la fuerza al equipo. John no quiere que esto suceda, no solo porque Hatch no juega bien, sino porque cuando este intente escapar, Colby debería cargar con la responsabilidad de lo que le suceda. Finalmente, el entrenador acepta que Hatch sea el fisioterapeuta.
Las personas que ayudan a Robert a conseguir los papeles falsos, le dicen que vaya a París cuando escape para preparar una fuga de todo el equipo, a lo que Hatch primero se niega, pero luego acepta. Se le dan instrucciones a Robert para que no le cuente nada de esto al equipo. El partido, que había comenzado como un simple encuentro para aumentar la moral del combinado alemán, termina siendo una disputa usada para la propaganda nazi, y se decide que se disputará en el estadio Olímpico Yves-du-Manoir.
Hatch logra escapar durante una ducha, luego de un entrenamiento del equipo, y los compañeros lo encubren. Robert logra atravesar el alambrado de púas y se esconde tras un auto, y, cuando este sale, Hatch logra fugarse del campo definitivamente. Con los papeles falsos y haciéndose pasar por el esposo de una señora, aborda un tren que lo lleva hacia París, donde unos contactos lo están esperando. Robert les presenta el plan de escape del equipo completo y, los que lo recibieron primero, están inconformes con este. Luego de inspeccionar las alcantarillas del estadio de Colombes, deciden que el plan puede funcionar. Durante su corta estadía en París, Robert se enamora de Renée. Para que esta fuga se lleve a cabo, Hatch tiene que informarle al capitán, para que siga los pasos y puedan fugarse. 
La única manera de volver al campo es que Robert sea capturado nuevamente. Cuando lo atrapan, lo llevan al campo de Gensdorff, donde es encerrado en un lugar aislado, sin posibilidad de comunicarse con absolutamente nadie. El capitán Colby se da cuenta de que Robert tiene un mensaje para ellos, por lo que intenta hacer que este se reincorpore al equipo. La única manera que encuentra para que esto suceda es diciendo que el arquero se fracturó y que Hatch es el único que sabe atajar, que sin él no tienen ninguna posibilidad de ganar. El oficial Von Steiner acepta a regañadientes, solo si antes se comprueba la fractura del arquero. Como este en realidad estaba sano, John debe fracturarle el brazo, para esto usa dos maderas de la cama y le pisa el brazo con su pie.
Una vez reincorporado, Robert le comenta a John del plan, pero no a sus otros compañeros, y demuestra su poco optimismo para con el equipo. Los jugadores son escoltados por las fuerzas alemanas en tren y autobús hacia el estadio parisino. Mientras esto ocurre, el grupo de franceses que antes había ayudado a Robert se mete por las alcantarillas y comienza a cavar un pozo por debajo del estadio Colombes, hacia el vestuario visitante, donde estarían los jugadores aliados. 
Los equipos salen a la cancha, el estadio está colmado, y el relator del partido es un propagandista alemán. El hijo de Renée le lleva un ramo de flores a Robert y le dice que la fuga será en el descanso, luego, Hatch se lo comenta a Colby. Rápidamente se demuestra que el árbitro del partido fue comprado por los alemanes, que juegan suciamente. El público entero, excepto una pequeña porción de oficiales alemanes, apoya al conjunto aliado. Los locales rápidamente abren el marcador y, a pesar de los esfuerzos de Luis, Carlos y Terry (los mejores de la cancha), los alemanes, con la ayuda del árbitro, superan ampliamente a los aliados. Una jugada termina lesionando a Luis, y los aliados se quedan con diez jugadores. El equipo local anota un gol más, y Robert, en una salida en falso, recibe otro gol, lo que provoca el descontento de Colby. Los aliados logran hacer un gol justo antes del descanso. El primer tiempo termina con un marcador de 4-1 a favor para los alemanes. A pesar de los abucheos de la inmensa mayoría del estadio, el relator se las arregla para hacer énfasis en el aplauso de los escasos simpatizantes de Alemania.
Durante el entretiempo, se oyen golpes debajo del jacuzzi del vestuario, y los franceses logran abrir el agujero que los conecta con los jugadores. Robert y John les dicen a los jugadores sorprendidos que van a fugarse en ese momento, pero cuando algunos de ellos bajan, otros empiezan a quejarse. Muchos quieren terminar el partido, para demostrarle a los nazis que los aliados pueden ganarles en el fútbol. Luis, que ya había bajado, quiere regresar; Robert está en la disyuntiva de ir con los jugadores o escapar, al final termina quedándose a jugar. 
El partido continua, y los aliados tienen más alta la moral. Rápidamente comienzan a atacar y defienden correctamente los ataques de los alemanes. Los aliados anotan un gol, y el público entero comienza a alentar. Carlos logra anotar otro gol. El equipo alemán se ve afectado y desanimado. Luis le dice a John que quiere volver a entrar, que ya se siente mejor, por lo que nuevamente los aliados poseen los once jugadores, aunque Luis no está completamente bien. Los aliados logran convertir un gol, que es descaradamente anulado por el corrupto árbitro, lo que molesta muchísimo a los jugadores visitantes. Luego de idas y vueltas, y de varios golpes por parte de los alemanes hacia los aliados, en una jugada, Luis logra anotar un excelente gol de chilena, de espaldas al arco, lo que pone el marcador igual. Los aliados festejan, y el público los acompaña, pero en la última jugada, se le cobra un penal a favor de los alemanes. Se crea un ambiente de tensión, pero Robert Hatch logra atajar el penal, y los aliados demuestran que están a la altura de Alemania, la propaganda nazi se ve desbaratada. El propio comandante Von Steiner aplaude a los aliados. Pese a los esfuerzos de las fuerzas de seguridad, los aficionados irrumpen en la cancha para festejar con los aliados, que aprovechan la oportunidad para camuflarse, quitándose las camisetas y poniéndose ropas proporcionadas por la multitud. La masa de gente logra abrir la reja del estadio, y Robert se va, libre, con Renée.

## El encuentro
El encuentro ficticio se disputó en el Colombes Stadium. Acudieron cincuenta mil personas que finalmente inundaron el campo.
El estadio se decoró con muchas esvásticas y propaganda del régimen nazi. Anton Diffring actuó como comentarista del partido.

### Alineaciones

#### Aliados
El equipo aliado jugó con un 4-4-2, que fue alterado a un 4-4-1 cuando Luis (Pelé) se lesiona. Erik Ball (Søren Lindsted) adelantó su posición debido a esto.

### Resultado
| 1943 | Alemania Nazi                                          | 4:4 | Aliados                                                            | Colombes Stadium, París         |                                 |
|      | Aldebert 12' Número 10 25' Baumann (P) 30' Baumann 40' |     | Terry Brady 45' Carlos Rey 55' Paul Wolchek 76' Luis Fernández 90' | Asistencia: 50.000 espectadores | Asistencia: 50.000 espectadores |

## Reparto
|  | Actores - Michael Caine como el capitán John Colby. - Sylvester Stallone como el capitán Robert Hatch. - Max von Sydow como el mayor Karl von Steiner. - George Mikell como un comandante. - Anton Diffring como un locutor de radio. - Carole Laure como Renée. - Gary Waldhorn como Mueller. - Benoît Ferreux como Jean Paul. - Clive Merrison como un falsificador. - Maurice Roëves como Pyrie. - Michael Cochrane como Farrell. - Zoltán Gera como Victor. - Tim Pigott-Smith como Rose. - Daniel Massey como el coronel Waldron. - Jean-François Stévenin como Claude. - Arthur Brauss como el capitán Lutz. | Futbolistas - Pelé como el cabo Luis Fernández. - Bobby Moore como Terry Brady. - John Wark como Arthur Hayes. - Osvaldo Ardiles como Carlos Rey. - Kazimierz Deyna como Paul Wolchek. - Søren Lindsted como Erik Ball. - Paul van Himst como Michel Fileu. - Werner Roth como Baumann (el capitán del equipo alemán). - Mike Summerbee como Sid Harmor. - Hallvar Thoresen como Gunnar Hilsson. - Russell Osman como Doug Clure. - Kevin O'Callaghan como Tony Lewis. - Co Prins como Pieter van Beck. - Laurie Sivell como Schmidt (el portero alemán). - Robin Turner como un jugador alemán. - Kevin Beattie como el doble de Michael Caine. - Paul Cooper como el doble de Sylvester Stallone. |